# Franz Schütz (pittore)

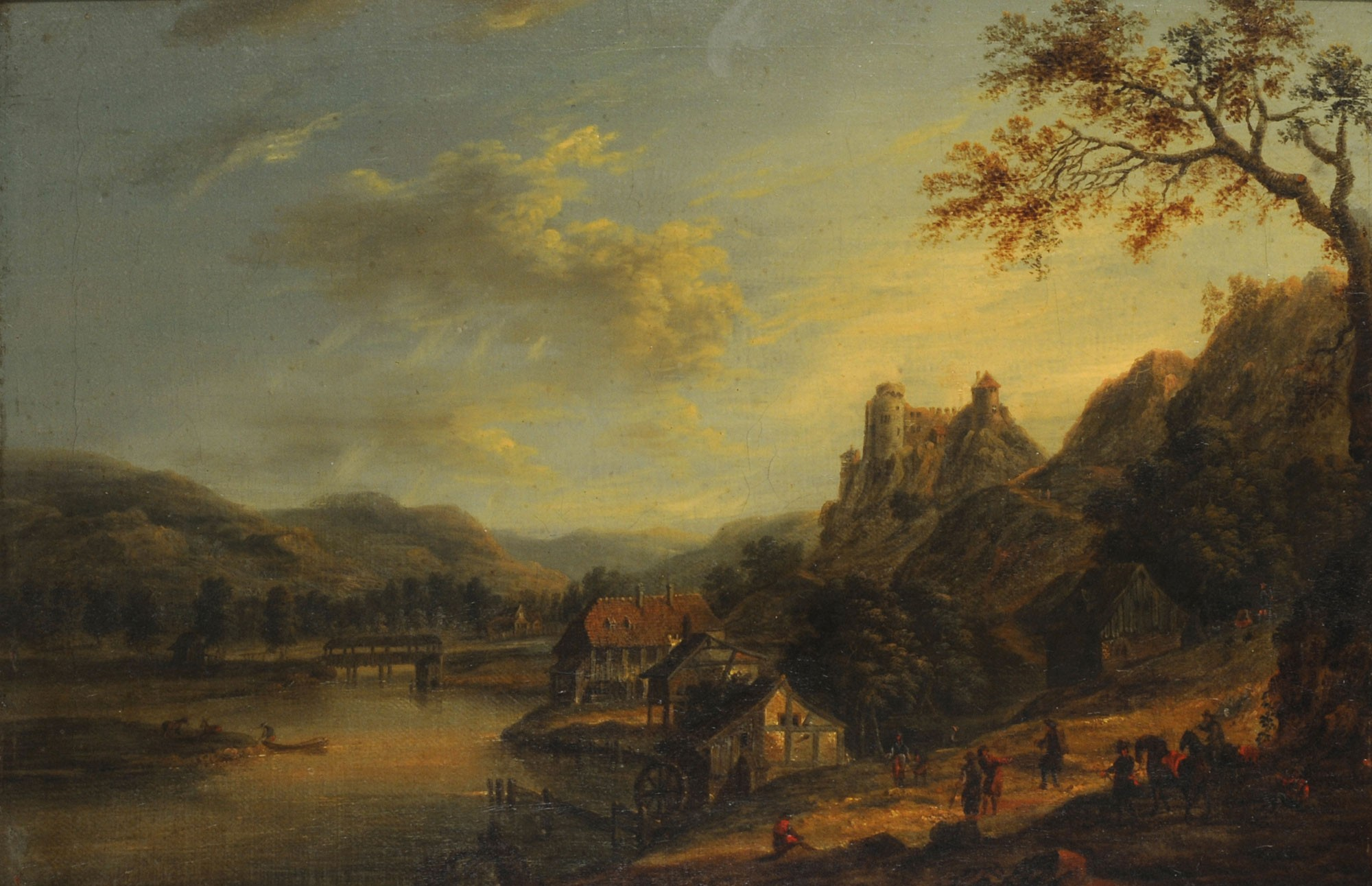
Paesaggio

Franz Schütz, o Schüz (Francoforte sul Meno, 16 ottobre 1751 – Ginevra, 14 maggio 1781), è stato un pittore e incisore tedesco, specializzato in pittura paesaggistica.

## Biografia
Figlio e allievo di Christian Georg Schütz, ebbe un'istruzione scolastica alquanto sommaria presso la scuola cattolica della sua città natale, ma mostrò presto una particolare predisposizione per il disegno. Manierista, si dedicò inizialmente alla realizzazione di vedute del Reno e del Meno, con uno stile che si rifà a Herman Saftleven II. Invitato da Burkhardt a Basilea, a partire dal 1777 fu in Svizzera, dove eseguì numerosi paesaggi con costruzioni ben dettagliate, rocce ed alberi non particolarmente realistici e dipinse ripetutamente le Cascate di Sciaffusa. Secondo Thieme B., nel 1778 si recò a Milano attraversando la Svizzera.
Schütz divenne famoso come disegnatore. I suoi disegni erano realizzati per lo più in grigio o blu con gesso nero e biacca. Eseguì anche acquerelli e tempere, che riscossero un buon successo. Le sue opere furono riprodotte per incisione da vari artisti, come Johann Gottlieb Prestel, C.M. Ernst, C. Guttenberg, P.W. Schwartz, N. Felix. Secondo Nagler, nel prosieguo della sua carriera artistica, il suo stile peggiorò e le sue opere persero in armonia.
Oltre alla pittura, si occupò anche di musica, fu infatti violinista.
Non si arricchì, sperperando i guadagni ricavati con la sua arte, anzi accadeva che rimanesse per mesi senza un soldo. Di carattere originale, amante della musica e del bere, le sue follie gli impedirono di lavorare con continuità e lo portarono ad una morte precoce.

## Alcune opere
- Stalvedro in Valle Leventina nella Svizzera italiana da meridione, incisione su rame, 84 × 59 cm, 1780 circa, in collaborazione con Schumann Johann Gottlob[4]
- Cascata nel Canton Uri, gesso bianco e nero, 33,8 × 53,6 cm, 1778-1780, Goethe Nationalmuseum, Weimar[5]
- Il vapore della cascata di un ruscello nella valli di Lauterbrunner nell'Oberland Bernese, gesso su grafite, 54,6 × 67,1 cm, 1778, Goethe Nationalmuseum, Weimar[5]